# Пирът на Балтазар (Джон Мартин)
„Пирът на Балтазар“ е маслена картина на британския художник Джон Мартин. Оригиналната картина се намира в Центъра за британско изкуство на Йейлския университет в гр. Ню Хейвън, щата Кънектикът, САЩ.
За първи път е изложена в Британския институт през февруари 1821 г. и печели награда от 200 паунда за най-добра картина. Платното става толкова популярно, че е оградено с парапет, който да го предпазва от тълпите.
„Пирът на Балтазар“ затвърждава славата на Мартин. По думите на биографа му Уилям Фийвър той „превръща литературния текст във визуална реалност“. През 1826 и 1832 г. Мартин издава мецотинто гравюри.
Библейската сцена, илюстрирана в картината, е описана в библейската Книга на пророк Даниил. Според преданието вавилонският владетел Балтазар е осквернил свещените съдове на поробените израилтяни, като сервира в тях вино по време на пир. В този момент пиршеството е прекъснато от Божията ръка, която изписва светещия надпис на стената „Мене, текел, фарес“, който (според пророка Даниил) предвещава гибелта на Балтазар. Същата вечер Балтазар е убит и е наследен от Дарий.
Това е втората от трите картини, които Мартин посвещава на Месопотамия – първата е „Падането на Вавилон“ (1819), а последната е „Падането на Ниневия“ (1828). Вдъхновена е от разговор с американския художник Уошингтън Олстън и може би от поема на Томас Смарт Хюс.
Изобразен е панорамен поглед на зала за пиршества с колони, декорирани със знаците на зодиака. Залата е пълна с празнуващи вавилонци, а небето е открито, като на фона се виждат Висящите градини на Семирамида, Вавилонската кула и зикурат, осветени от лунна светлина, минаваща през отдръпващите се мрачни облаци. Архитектурата е вдъхновена от египетския, вавилонския и индийския стил. Облечен в черно, Даниил е застанал в центъра на предния план и тълкува свръхестествения надпис. В дясно, Балтазар се е отдръпнал в изумление и ужас, а останалите хора също наблюдават ужасени.
Мартин публикува към картината памфлет, който да помогне на зрителя при интерпретацията на картината и разпознаването на отделните фигури. Въпреки успеха сред публиката, картината не получава положителни отзиви от критиката. Висока оценка получават архитектурния и емоционалния елемент, нестандартните и дръзки цветове, но техниката и особено изрисуването на фигурите предизвикат силно критическо недоволство. Чарлс Лам я нарича вулгарна и бомбастична.
Мартин продава картината на учителя си Уилям Колинс за 1000 гвинеи преди изложбата от 1821 г. Колинс се договаря с Мартин да не прави репродукции на картината, докато Колинс не я продаде. Дюкът на Бъкингам и Кандос предлага на Мартин 800 гвинеи за нея; разочарован от отказа, той поръчва на Мартин да изрисува "Унищожението на Помпей и Херкулан„. Колинс изпраща картината на турне из Британия, което има голям успех. През 1826 г. придружаващият памфлет достига 45-ото си издание. Мартин се подготвя да публикува гравюри на картината през 1826 г., когато Колинс завежда иск за нарушаване на споразумението художникът да не публикува репродукции. Мартин доказва, че ще публикува собствени предварителни скици, а не завършената творба и така гравюрите са публикувани през 1826 и 1832 г. и в проекта му „Илюстрации от Библията“ през 1835 г.
Картината е закупена от ливърпулския търговен Джон Нейлър през 1848 г. При пътуване към галерията му в Уелшпул през 1854 г. колата, която превозва картината, е ударена от влак, което поврежда платното. То обаче е бързо реставрирано. Картината е отхвърлена от Националната галерия, тъй като е прекалено голямо платно – 159 см. на 250 см.
Днес е собственост на Центъра за британско изкуство на Йейлския университет.